# Eucarpia africana
Eucarpia africana är en insektsart som först beskrevs av Frederick Arthur Godfrey Muir 1946.  Eucarpia africana ingår i släktet Eucarpia och familjen kilstritar. Inga underarter finns listade i Catalogue of Life.